# Centaurea chrysocephala
Centaurea chrysocephala là một loài thực vật có hoa trong họ Cúc. Loài này được Phitos & T.Georgiadis mô tả khoa học đầu tiên năm 1978.